# Teoria dels jocs
La teoria de jocs és una branca de la matemàtica aplicada que estudia les situacions estratègiques en què els jugadors escullen diferents accions en un intent per maximitzar els guanys o retorns. També pot definir-se com un estudi de les situacions de cooperació i conflicte entre dos o més jugadors que decideixen fer un intercanvi i de quines accions depèn la resolució del problema, en què les dues parts hi troben avantatges, que poden ser per tres fonts diferents: perquè les parts tenen preferències diferents, perquè tenen diferents habilitats per produir un bé o un servei, resoldre uns tipus de problemes, o perquè disposen d'informació diferent.
És un camp d'estudi relativament jove. Primer es va desenvolupar com una eina per entendre el comportament econòmic, però avui dia s'ha aplicat al comportament animal i al desenvolupament de les espècies per la selecció natural. Alguns exemples de la teoria de jocs, com ara el dilema del presoner, en què la decisió racional d'interès propi afecta negativament a tots els participants, s'utilitzen en les ciències polítiques, l'ètica i la filosofia. Recentment ha rebut l'atenció dels científics informàtics, atès que pot aplicar-se als camps de la intel·ligència artificial i de la cibernètica.
Encara que és similar a la teoria de les decisions, la teoria de jocs estudia les decisions que es realitzen en un ambient on diversos jugadors interaccionen. És a dir, estudia les eleccions de comportament òptim en les quals els costos i els beneficis de cada opció no són fixos, sinó que depenen de les eleccions dels individus.

## Tipus de jocs
Hi ha dos tipus de jocs, els de suma zero, que son relativament limitats, son jocs de conflicte pur que representen situacions on el conjunt dels guanys dels jugadors son constants i l'única preocupació és analitzar com les accions dels jugadors afecten a la seva distribució entre els jugadors. El que representa guanys per un jugador son pèrdues per un altre jugador.
Els jocs de suma no zero, que són els de la majoria de situacions representen situacions on la suma dels guanys dels jugadors i la seva distribució depèn de les decisions dels jugadors, presentant disjuntives entre conflicte i cooperació, com dues empreses competint en un mateix mercat de producte homogeni que decideixen entre preu alt o baix, aconseguint beneficis diferents.

## Història de la teoria de jocs
La primera discussió de la teoria de jocs de la que hi ha registre, és una carta de James Waldegrave el 1713. En aquesta carta, Waldergrave dona una solució d'estratègia mixta a una versió d'un joc de cartes anomenat le Her. No va ser fins al 1838, amb la publicació de les Recerques dels Principis Matemàtics de la Teoria de la Riquesa d'Antoine-Augustin Cournot que es va esmentar una anàlisi genèrica del que seria la teoria de jocs. En la seva obra, Cournot considera un duopoli i presenta una solució que avui dia es considera una versió restringida de l'equilibri de Nash. L'anàlisi de Cournot fou més genèrica que no pas la de Waldegrave.
Encara que el matemàtic francès Émile Borel va realitzar recerques en aquest camp, la teoria de jocs pròpiament dita no va existir com a estudi fins a la publicació el 1928 de diverses anàlisis per John von Neumann, un matemàtic brillant. La seva obra va tenir un gran impacte en la teoria dels conjunts i va ser clau per desenvolupar les bombes àtomiques i d'hidrogen, així com els ordinadors. L'obra de von Neumann va culminar amb el seu llibre La Teoria dels Jocs i del Comportament Econòmic el 1944, del qual va ser coautor Oskar Morgenstern. Aquesta obra conté el mètode per trobar les solucions òptimes per als jocs de dos jugadors de suma zero. Durant aquest període, els estudis sobre la teoria dels jocs van estar enfocats en la teoria dels jocs cooperatius, que analitza les estratègies òptimes pels grups d'individus, sota la suposició que poden aplicar-se acords entre ells.
El 1950 va aparèixer la primera discussió sobre el dilema del presoner i la corporació RAND va realitzar-ne un experiment. Alhora, John Nash va elaborar la primera definició d'estratègia "òptima" per als jocs de molts jugadors. Aquesta estratègia es coneix ara com "equilibri de Nash". Aquest equilibri és general i s'utilitza en els jocs cooperatius i en els no cooperatius. Durant la dècada dels cinquanta, La teoria dels jocs va incrementar la seva activitat: sorgiren nous conceptes i es van aplicar a la filosofia, a la ciència política i a l'economia.
El 1965 Reinhard Selten va introduir el seu concepte de solució d'un equilibri perfecte d'un sub-joc, que redefinia el concepte de l'equilibri de Nash. El 1967 John Harsanyi va desenvolupar els conceptes d'informació completa i els jocs de Bayes. El 1994, Harsanyi va guanyar el premi Nobel d'Economia amb John Nash i Reihnard Selten.
Durant la dècada de 1970 la teoria dels jocs es va aplicar a la biologia com a resultat de la investigació de John Maynard Smith i la seva estratègia evolucionaria. A més, s'hi van introduir els conceptes de l'equilibri correlacionat i del coneixement comú. El 2005 Thomas Schelling i Robert Aumann van rebre el Premi Nobel pels seus treballs en models dinàmics i pel desenvolupament del concepte d'equilibri. Fins al 2020, amb el Premi Nobel de Ciències Econòmiques a Paul Milgrom i Robert B. Wilson, quinze teòrics de jocs han guanyat el Premi Nobel d'economia. John Maynard Smith va rebre el premi Crafoord per la seva aplicació de la teoria de jocs evolutius.

## Aplicacions
La teoria de jocs té la característica de ser una àrea en què la substància subjacent és principalment una categoria de matemàtiques aplicades, però la majoria de la recerca fonamental és exercida per especialistes en altres àrees. En algunes universitats s'ensenya i s'investiga gairebé exclusivament fora del departament de matemàtica.
Aquesta teoria té aplicacions en nombroses àrees, entre les quals calen destacar les ciències econòmiques, la biologia evolutiva, la psicologia, les ciències polítiques, el disseny industrial, la recerca operativa, la informàtica i l'estratègia militar.

### Economia i negocis
Els economistes han usat la teoria de jocs per analitzar un ampli ventall de problemes econòmics, incloent subhastes, duopolis, oligopolis, la formació de xarxes socials, i sistemes de votacions. Aquestes recerques normalment estan enfocades a conjunts particulars d'estratègies coneguts com a conceptes de solució. Aquests conceptes de solució estan basats normalment en el requerit per les normes de racionalitat perfecta. El més famós és l'equilibri de Nash. Un conjunt d'estratègies és un equilibri de Nash si cadascuna representa la millor resposta a altres estratègies. D'aquesta forma, si tots els jugadors estan aplicant les estratègies en un equilibri de Nash, no tenen cap incentiu per canviar de conducta, perquè la seva estratègia és la millor que poden aplicar donades les estratègies dels altres.
Les recompenses dels jocs normalment representen la utilitat dels jugadors individuals. Sovint les recompenses representen diners, que es presumeix corresponen a la utilitat d'un individu. Aquesta presumpció, no obstant això, pot no ser correcta.
Un document de teoria de jocs en economia comença presentant un joc que és una abstracció d'una situació econòmica particular. Es trien una o més solucions, i l'autor demostra què conjunt d'estratègies corresponen a l'equilibri en el joc presentat. Els economistes i professors d'escoles de negocis suggereixen dos usos principals: la descriptiva i la normativa.

### Biologia
A diferència de l'ús de la teoria de jocs en l'economia, les recompenses dels jocs en biologia s'interpreten freqüentment com a adaptació. A més, el seu estudi s'ha enfocat menys en l'equilibri que correspon a la noció de racionalitat, centrant-se en l'equilibri mantingut per les forces evolutives. L'equilibri més conegut en biologia es coneix com a estratègia evolutivament estable, i va ser introduït per primera vegada per John Maynard Smith. Encara que la seva motivació inicial no comportava els requisits mentals de l'equilibri de Nash, tota estratègia evolutivament estable és un equilibri de Nash.
En biologia, la teoria de jocs s'empra per entendre molts problemes diferents. Es va usar per primera vegada per explicar l'evolució (i estabilitat) de les proporcions de sexes 1:1 (mateix nombre de mascles que de femelles). Ronald Fisher va suggerir en 1930 que la proporció 1:1 és el resultat de l'acció dels individus tractant de maximitzar el nombre dels seus nets subjectes a la restricció de les forces evolutives.
A més, els biòlegs han usat la teoria de jocs evolutiva i el concepte d'estratègia evolutivament estable per explicar el sorgiment de la comunicació animal (John Maynard Smith i Harper l'any 2003). L'anàlisi de jocs amb senyals i altres jocs de comunicació ha proporcionat noves interpretacions sobre l'evolució de la comunicació en els animals.
Finalment, els biòlegs han usat el problema falcó-colom (també conegut com a problema de la gallina) per analitzar la conducta combativa i la territorialitat.

### Informàtica i lògica
La teoria de jocs ha començat a exercir un paper important en la lògica i la informàtica. Moltes teories lògiques s'assenten en la semàntica de jocs. A més, els investigadors d'informàtica han usat jocs per modelar programes que interactuen entre si.

### Ciència política
La recerca en ciència política també ha usat resultats de la teoria de jocs. Una explicació de la teoria de la pau democràtica és que el debat públic i obert en la democràcia envia informació clara i fiable sobre les intencions dels governs cap a altres estats. D'altra banda, és difícil conèixer els interessos dels líders no democràtics, quins privilegis atorgaran i quines promeses mantindran. Segons aquest raonament, hi haurà desconfiança i poca cooperació si almenys un dels participants d'una disputa no és una democràcia.

### Filosofia
La teoria de jocs ha demostrat tenir molts usos en filosofia. A partir de dos treballs de Willard van Orman Quine publicats en 1960 i 1967, David Kellogg Lewis (1969) va usar la teoria de jocs per desenvolupar el concepte filosòfic de convenció. D'aquesta forma, va proporcionar la primera anàlisi del coneixement comú i ho va emprar a analitzar jocs de coordinació. A més, va ser el primer a suggerir que es podia entendre el significat en termes de jocs de senyals.

### Optimització de disseny
La teoria d'optimització de disseny dicta 5 principis que són característics d'un joc, i sense els quals, aquest deixaria de poder ser cridat de tal forma:
- Regles: Han de ser fàcils d'entendre, però només a través de l'experiència són completament dominades.

- Interacció (Participació): Els jugadors, per mitjà de la intervenció del món creat, deuen s'obliden del món real.

- Oposició: El joc deu ser balancejat. Cal habilitat per guanyar, no sort.

- Presa de decisions: Totes les preses de decisions han de tenir un incitador d'interès i tenir un mèrit per més petites que siguin.

- Meta: Un punt final, on arribar. Ha d'anar acompanyat d'un increment d'emocions i tensió mentre el joc s'acosta a la seva conclusió.

### Futbol
Las matemàtiques i futbol es poden estudiar fent servir la teoria de jocs.

### Psicologia i psiquiatria
Els dissenys experimentals amb base en jocs d'intercanvi econòmic han començat a usar-se per a l'estudi de persones amb trastorns psiquiàtrics i la comprensió del funcionament neuronal que rau en els processos cognitius i de processament afectiu: fent èmfasi en la presa de decisions, entre dues o més persones davant la possibilitat de distribuir béns econòmics En aquest sentit, se sap que les persones prenen decisions en els jocs econòmics d'acord amb llur capacitat per experimentar confiança, així com el seu processament implícit i explícit de la capacitat de confiar en els seus companys.